# Никола Балкански
Никола Хаджистоянов Балкански е български възрожденец, търговец, революционер и общественик. Братовчед и съратник на Георги С. Раковски; дядо на Мими Балканска.

## Биография

### Преди Освобождението
Роден е на 20 юли 1822 г. в Котел в семейството на търговец на овце, вълна и месо. През 1835 г. получава първоначално образование в Котел. Още като юноша е изпратен от баща си във Влашко, при по-големите си братя Петър и Радослав, вече утвърдили се търговци. Никола се включва в търговията, обикаля чифлиците и бързо печели доверието на богатите румънски търговци. Един от тях толкова го харесва, че го оженва за дъщеря си Ленуца, интелигентна и красива девойка, и му помага да наеме една мошия (голямо земеделско стопанство, чифлик). Стопанските и търговски дела на Никола Балкански се развиват добре и той се замогва. През 1842 г. финансира втория браилски бунт.
Никола Балкански е в тясна връзка с братовчед си Георги Раковски. През 1866 г., когато Раковски създава Върховното народно българско гражданско началство, той е сред неговите членове. В мошията му се носи и разпределя оръжие, там Раковски написва „Привременния закон за народните горски чети за 1867-о лято“, чести гости са български революционери: Панайот Хитов, Филип Тотю, Хаджи Димитър, Стефан Караджа, Христо Македонски и други.
За финансиране на революционното дело Никола Балкански тайно от Раковски, скарал се с богатите букурещки българи, отива в Букурещ с Панайот Хитов и след срещи с Христо Георгиев, Маринчо Бенли, Стефан Панзаря и Михаил Колони успяват да получат средства – 100 лири. В мошията му се извършва подготовката за четите.
Никола Балкански подпомага преминаването на Панайот-Хитовата чета през Дунава. Набавя храна за четниците, отива в Тутракан, където урежда наемането на лодки, и ги изпраща. Панайот Хитов изпраща шифрованите си писма до Балкански, за да стигнат до болния Раковски. При смъртта на Георги Раковски край него са сестра му Неша и Никола Балкански, който поема разходите по погребението. Никола Балкански е член на Върховното българско тайно гражданско началство.

### След Освобождението
След Освобождението на България се установява в Русе. Избран е за депутат в Учредителното събрание от Силистренски окръг. В периода 29 декември 1879 – 12 февруари 1880 г. е окръжен управител на Осман пазар. На 23 юни 1881 г. е назначен за Силистренски окръжен управител. Между 1882 и 1884 г. е окръжен лесничей на Русе и Шумен. Занимава с търговия, заема се и с фабрично производство – създава първата плетачна фабрика „Н. Балкански, С. Николов и Сие“ (1885). Избиран е за народен представител и във 2 обикновено народно събрание, но избора му е касиран, поради нарушения на избирателния закон.
В салона на къщата му на ул. „Съборна“ през 80-те години на века се играят представленията на русенското театрално дружество „Съединение“, често се уреждат вечеринки, гостуват театрални трупи.
Помага на сестрата на Раковски, Неша, за издаването на недовършената му книга „Българските хайдути“. Издава в Русе спомените на Иван П. Адженов за Раковски („Записки от живота на Георги Стойков Раковски“) през 1894 – 1895 г. През 1896 г. му е гласувана специална пенсия от 4 обикновено народно събрание, но впоследствие е спряна.

### Семейство
Никола Балкански и жена му Левуца имат 16 деца, от които 12 остават живи. Двама от синовете му стават актьори. Синът му Михаил има три деца: Елена, Васил и Руска – бъдещата актриса Мими Балканска, кръстена на майката на Раковски.
Никола Балкански умира на 5 август 1898 г. в Русе.